# Jan I. (papež)
Svatý Jan I. (narozen v Toskánsku, zemřel 526 v Ravenně) byl římským biskupem (papežem) od roku 523 (uvádí se 13. srpen) do roku 526 (uvádí se 18. květen).

## Život
Církev se pod vedením Jana I. ujala zprostředkující role mezi východořímským císařem Justinem I. a ostrogótským králem Theodorichem. Ten však nechal papeže zatknout, neboť jej podezříval ze spiknutí s Římany. Během svého věznění papež za několik dní zemřel. Jeho tělo bylo převezeno k pohřbu do baziliky svatého Petra.

## Odkazy

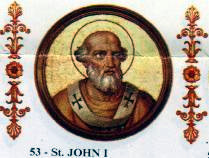
Portrét papeže sv. Jana I. v bazilice sv. Pavla za hradbami